# زیگی شواب
زیگی شواب (انگلیسی: Sigi Schwab؛ ۵ اوت ۱۹۴۰ – ۱۱ ژانویهٔ ۲۰۲۴) آهنگساز، موسیقی‌دان و گیتارنواز اهل آلمان بود.
از فیلم‌ها یا مجموعه‌های تلویزیونی که وی در آن‌ها نقش داشته است، می‌توان به شیطان از آکاساوا آمد، جک هالبورن و او با شور و هیجان کشت اشاره نمود.